# Tilfældigt møde
Tilfældigt møde (russisk: Случайная встреча) er en sovjetisk film fra 1936 af Igor Savtjenko.

## Medvirkende
- Galina Pasjkova som Irina
- Jevgenij Samojlov som Grigorij Rybin
- Pjotr Savin som Pjotr Ivanovitj
- Ivan Lobyzovskij som Petja Solovjov
- Konstantin Nassonov